# Brimhall Nizhoni
Brimhall Nizhoni – jednostka osadnicza w Stanach Zjednoczonych, w stanie Nowy Meksyk, w hrabstwie McKinley.